# ۱۴ فوریه
۱۴ فوریه چهل و پنجمین روز سال در گاه‌شماری میلادی است. ۳۲۰ روز (در سال‌های کبیسه ۳۲۱ روز) تا پایان سال باقی‌است.

## رویدادها
- ۲۰۰۵ - ترور رفیق حریری، نخست‌وزیر لبنان

## زادروزها
- ۱۴۸۳ - بابر، امپراتور گورکانی هند (د. ۱۵۳۰)
- ۱۸۳۸ - مارگارت نایت، مخترع و کارآفرین آمریکایی (د. ۱۹۱۴)
- ۱۸۹۵ - ماکس هورکهایمر، فیلسوف آلمانی (د. ۱۹۷۳)

## درگذشت‌ها
- ۱۷۷۹ - جیمز کوک، کاشف اسکاتلندی (ز. ۱۷۲۸)
- ۱۹۴۳ - دیوید هیلبرت، ریاضیدان آلمانی (ز. ۱۸۶۲)
- ۱۹۴۹ - یوسف سلمان یوسف، دبیرکل حزب کمونیست عراق (ز. ۱۹۰۱)

## مناسبت‌ها
- روز ولنتاین

## جُستارهای وابسته
- ویکی‌پدیا:یادبودهای برگزیده/۱۵ فوریه